# Henry Larcom Abbot
Henry Larcom Abbot (1831-1927) a fost un inginer militar și ofițer al armatei americane.

## Biografie
Henry Larcom Abbot a absolvit studiile la Academia Militarǎ West Point în anul 1854. După terminarea studiilor, este însărcinat cu pregătirea lucrărilor de construcție a liniilor de cale ferată spre Oceanul Pacific. Împreună cu locotenentul Robert Stockton Williamson, după lungi negocieri cu indienii din Oregon, impune două linii noi din California spre statele Oregon și Washington. După această perioadă a activat ca inginer constructor până la pensionarea din anul 1895. În anul 1905 Congresul SUA l-a ridicat la rangul de „General de Brigadă” pentru meritele sale în domeniul construcției de căi ferate. În 1863, Henry Larcom Abbot a  fost ales ca membru în Academia Americană de Arte și Științe. Henry Larcom Abbot a decedat pe data de 1 octombrie 1927 la Cambridge, Massachusetts.
1. 1 2  „Henry Larcom Abbot”, Gemeinsame Normdatei, accesat în 14 august 2015
2. 1 2  Henry Larcom Abbot, SNAC, accesat în 9 octombrie 2017
3. 1 2 3 4 5 6  Henry Larcom Abbot, The Biographical Dictionary of America[*]
4. 1 2  Henry Larcom Abbot, Find a Grave, accesat în 9 octombrie 2017
5. ↑  „Henry Larcom Abbot”, Gemeinsame Normdatei, accesat în 22 decembrie 2014
6. ↑  „Henry Larcom Abbot”, Gemeinsame Normdatei, accesat în 31 decembrie 2014
7. ↑  Find a Grave, accesat în 11 iunie 2024
8. ↑  Geni.com